# 鲻鱼头

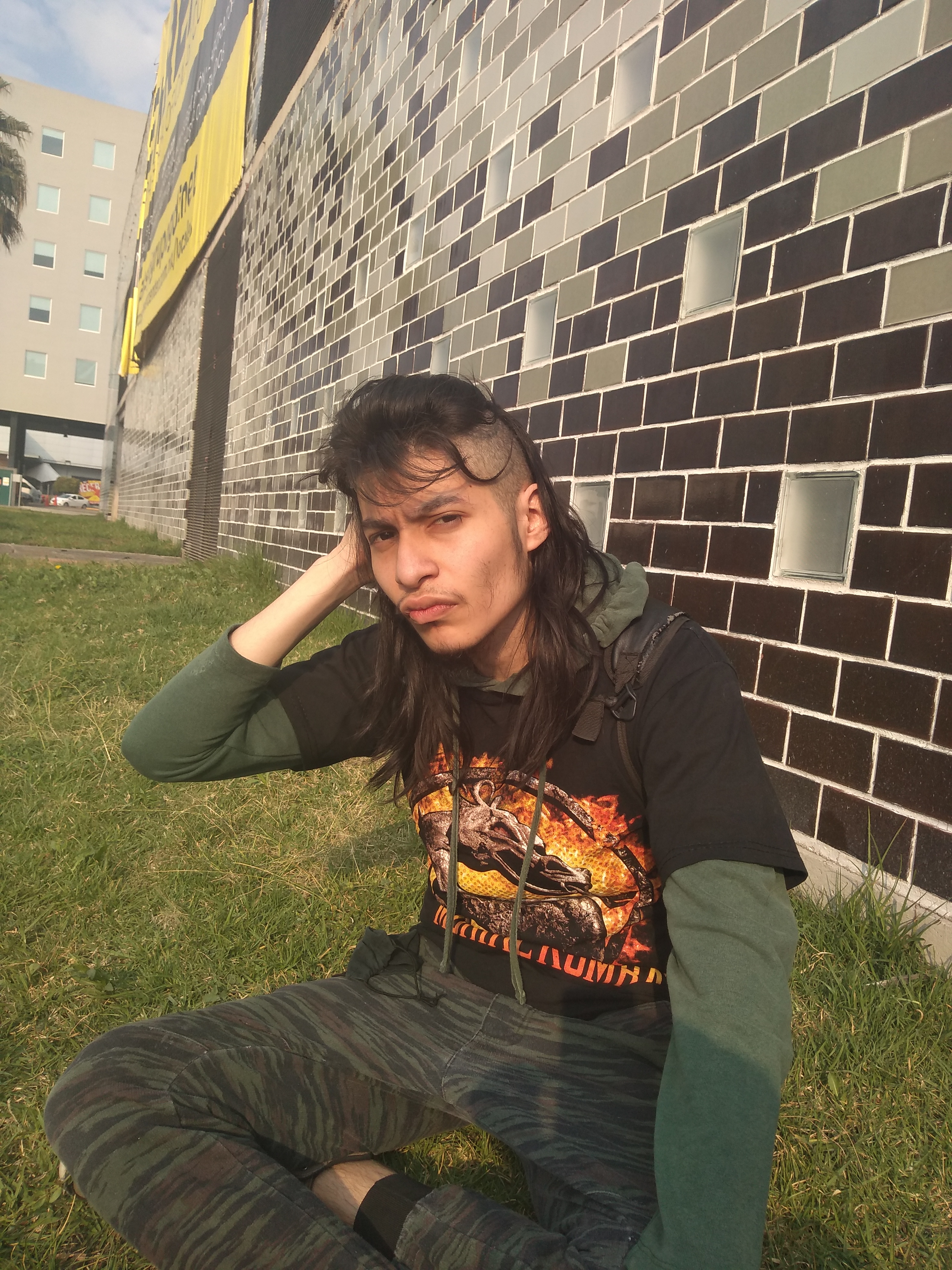
如此处所见，这种发型通常是通过剃掉头部的两侧来完成的，但要让头发在前面和后面留长

鲻鱼头（英語：mullet haircut）， 是一种发型。这种发型头发在头顶和两鬓都被剪短，而在后脑勺留长。

## 词源
根据《牛津英语词典》，之所以用鲻鱼（mullet）来形容这种发型“显然是由美国嘻哈乐队”野兽男孩“创造的，而且肯定很流行“，他们在1994年的歌曲《Mullet Head》中使用“mullet”和“mullet head”作为这个发型的绰号。他们在《Grand Royal》杂志的第二期上发表了一篇长达六页的关于“Mulling Over The Mullet”的文章详细阐述了这种发型，并提供了一系列可供选择的替代名称，包括“Hockey Player Haircut（曲棍球运动员发型）”和“Soccer Rocker（足球摇杆）”。“mullet head”这个词以前几乎总是被用来指一个可疑的人，例如在电影《铁窗喋血》中，被打败的坏人被称为“mullet head”。

## 发型历史

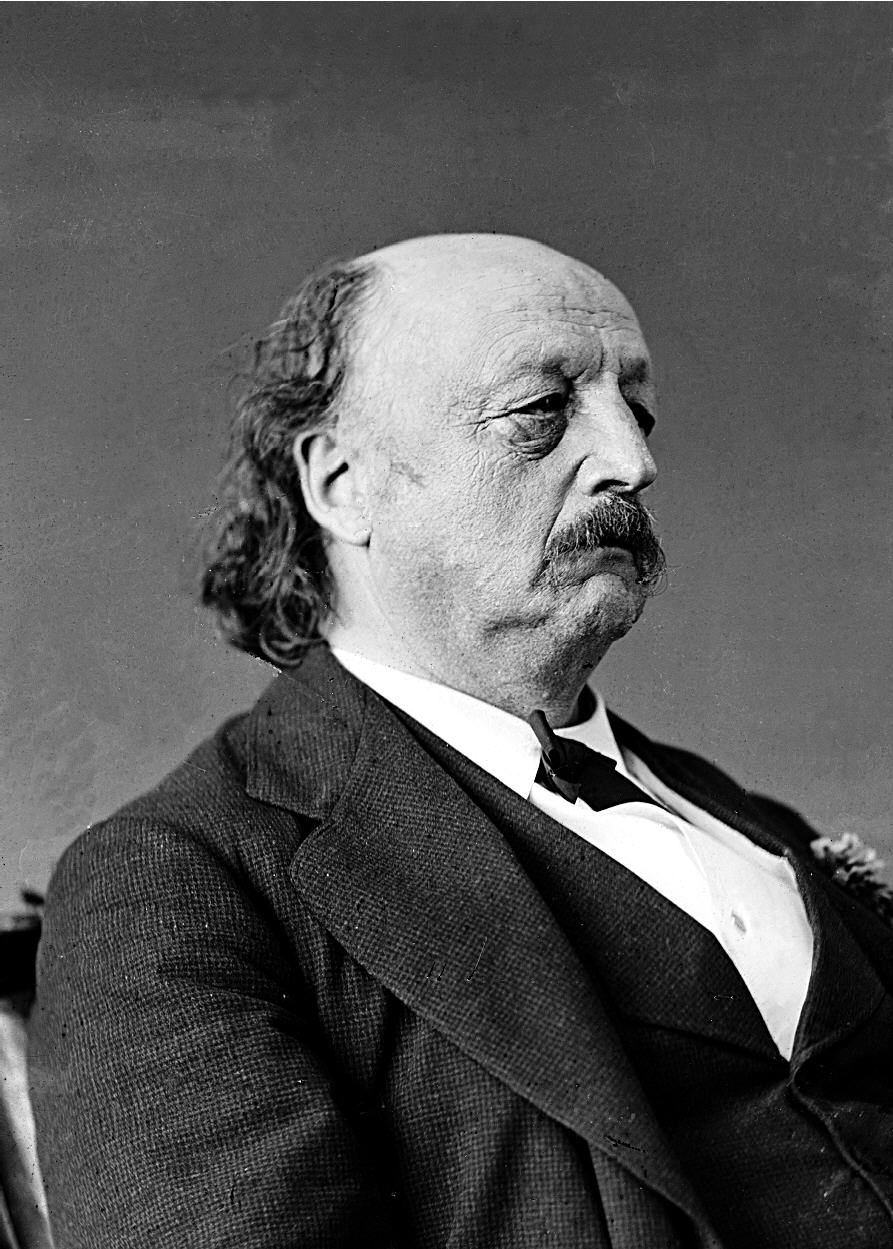
19世纪70年代本杰明·巴特勒的发型:“skullet”（后边留长发，秃顶）的早期例子。

### 古代的鲻鱼头
在6世纪，拜占庭学者普罗科皮乌斯写过，一些部落的男性留的发型在后边后脑勺很长，前额很短。这种非罗马的风格发型被称为“Hunnic”（匈人发型）。研究人員亚伦·亨德森（Alan Henderson）認為這種古老的髮型很有用，因為它可以讓頭髮遠離眼睛，同時為頸部提供溫暖和保護。

### 美洲原住民
在《Mourt's Relation》中，作者Edward Winslow 所描述的普利茅斯朝圣者（Plymouth pilgrims）在1621年第一次与美洲原住民阿本拿基族 在Samoset相遇：
他是一个魁梧的人，有乌黑浓密的头发，后脑勺的头发比较长，前边比较短，脸上很光滑没有一根毛；.......

### 20世纪70年代
早在20世纪70年代早期，摇滚明星罗德·斯图尔特、基思·理查兹、大卫·鲍伊和保罗·麦卡特尼就曾留过鲻鱼头。 

### 20世纪80年代
20世纪80年代是鲻鱼头在欧洲大陆受欢迎的高峰期。
在20世纪80年代的美国，“鲻鱼头”在女同性恋文化中变得流行起来，它被用来作为一种在大众中识别自己为该文化成员的一种方式。

### 20世纪90年代

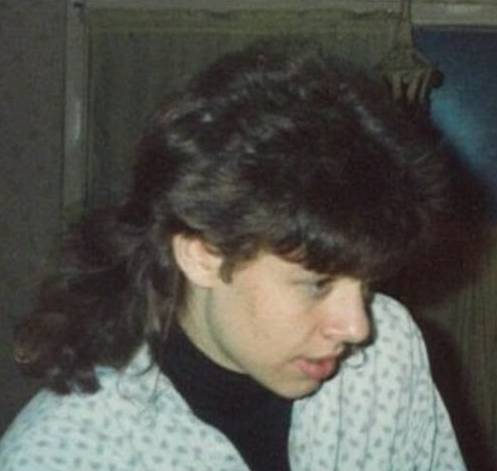
一位留着鲻鱼头的男士

在美国宾夕法尼亚州的匹兹堡地区，鲻鱼头被包括贾罗米尔·贾格尔在内的几位匹兹堡企鹅队的冰球运动员所关注。鲻鱼头至今仍然很受欢迎，甚至受到了WDVE电台主持人的特别关照。 Jágr的发型尤其出名，以至于1999年他剪掉发型时，成为当地新闻的头条新闻； 他再次成为了2015的头条新闻（这个时候为佛罗里达美洲豹效力，他在2001年企鹅队买下他之后的第七个NHL团队），当时他宣布他要重新留鲻鱼头。
在1992年广为宣传的DC漫画故事情节中超人去世之后，这个角色在1993年的后续故事情节“超人之死”中回归，在故事情节中他被描绘成了一个留着鲻鱼头的超人。 1997年之前，一直保持着这种发型， 2009年美泰玩具公司发布的一个玩具人偶中使用了这种造型。 被取消的超人电影《超人的生活》，描绘了留着鲻鱼头的超人。
朋克摇滚乐队Vandals乡村音乐歌手在做杰瑞·斯布林格秀的嘉宾时留着鲻鱼头，并在1998年的歌曲《I've Got an Ape Drape》中列出了该发型的不同样式在不同地域中的名称。
乡村音乐歌手比利·雷·赛勒斯、特拉維斯·特里特、亞倫·傑克森、乔·迪菲、蒂姆·麦格罗、托比·凱斯、特蕾西·劳伦斯、亚伦·提平、摩根·沃伦和布雷克·谢尔顿也以鲻鱼头而闻名。
歌手韋斯利·威利斯在1998年创作并发行了一首《Cut the Mullet》，并经常在巡演中演唱。

### 21世纪初
鲻鱼头及其相关的生活方式一直是电影中的核心主题，如《Joe Dirt》"前边是商务，后边是派对"（2001）和电视节目“The Mullets”（2003—2004）。 Christian ska乐队“五铁疯狂” 在歌曲《The Phantom Mullet》演唱了关于“鲻鱼头”，摘自他们2000年的专辑《All the Hype That Money Can Buy》，引用了比利·雷·赛勒斯和快速马车合唱团的歌词。2001年的电影《美国鲻鱼》记录了留鲻鱼头发型这类现象和人们的发型。
2003年，Legacy Recordings发行了Mullets Rock！，一套2张CD，收录了20世纪70年代到20世纪80年代留着鲻鱼头的经典摇滚乐队和金属乐队。
独立摇滚二人组泰根與莎拉在他们的The Con专辑时代中参加了鲻鱼头运动。2009年至2012年间，鲻鱼头在澳大利亚的黎巴嫩裔人群中流行。这种风格已经受到Bogan亚文化的欢迎。 2009年底，这一时尚潮流迅速消退。
2009年，凯特·格赛琳从真人秀节目《十口之家》中制作出了著名的 “tellum”，或者称是反向鲻鱼头。

### 21世纪10年代
在伊朗，鲻鱼头被列为“非伊斯兰”、“腐朽的西方”。
2015年, K-pop偶像权志龙在其乐队BIGBABG's的MADE世界巡迴演唱會中再次让鲻鱼头成为焦点。EXO的伯贤也留着鲻鱼头为该团的2017年首个歌曲《Ko Ko Bop》推出一款宣传片。其他留过鲻鱼头的K-pop艺人包括Block B的济科、宋旻浩、南柱赫 、DEAN、Stray Kids的Chan和Han、VIXX的N、B.A.P.的Himchan、Seventeen的Woozi和The8、BTS的V、GOT7的JB、SF9的Youngbin、NTC的Taeyong、ATEEZ的HONGJOONG和Boyz的Hwall。
鲻鱼头在美国体育界也经历了复兴。有人发现在连续赢得斯坦利杯后，菲尔·凯塞尔在参与2017年9月的匹兹堡企鹅队训练营时将鲻鱼头带回了匹兹堡。同样，俄克拉荷马州橄榄球队主教练Mike Gundy从2017年初就开始留着鲻鱼头，他的鲻鱼头受欢迎程度据说为俄克拉荷马州立大学获得了数百万美元的销售收入。 此外，从2010年至2015年，芝加哥黑鹰队的帕特里克·凯恩推广了“playoff mullet”，这是传统NHL季后赛胡子的替代品。 现任亚利桑那红雀队后卫詹姆斯·康纳于2018年也开始留鲻鱼头。

## 21世纪20年代
在2020年9月，英国双月刊杂志《i-D》称2020年为「鲻鱼之年」，认为鲻鱼头的流行是2019冠狀病毒病相關封鎖措施和美发店的关闭导致的。在Vice传媒的一篇文章中，受访的戴着鲻鱼的青少年都把剪这种发型称为一个笑话，其中一个受访者认为鲻鱼发型有一种讽刺意味。布鲁克林同性恋理发店Hairrari的创始人Magda Ryczko指出，在COVID-19时代的Zoom会议上，鲻鱼发型可以保持专业的正面形象，而在镜头外后面的长发就会露出来，可以保持更混乱、更有趣的形象。2020年，一年一度的美国鲻鱼头锦标赛于开始举行。
像许多90年代的潮流一样，鲻鱼头已经重新成为主流发型。最流行的版本被称为鲻鱼式渐变（英語：the mullet fade）。锥形渐变的多功能性使经典的鲻鱼发型现代化，看起来更为干净。

## 延展阅读
- Hoskyns, Barhey. . Bloomsbury USA. 2000. ISBN 1582340641.
- Henderson, Alan. . Skyhorse Publishing. 2007. ISBN 1616088605.